# Hakim El Karoui
Pour les articles homonymes, voir Karoui.
 (mai 2025).
L'article doit être relu — et modifié si nécessaire — par des contributeurs indépendants pour apporter un regard critique aux contributions effectuées en violation des conditions d'utilisation de Wikipédia, tant sur la forme (notamment concernant le style encyclopédique, la proportionnalité) que sur le fond (la neutralité de point de vue, la qualité et l'indépendance des sources).
Hakim El Karoui, né le 30 août 1971 à Paris, est un essayiste, consultant et entrepreneur social français, ancien élève de l'École normale supérieure de Fontenay-Saint-Cloud.
Acteur de la société civile, Hakim El Karoui est connu pour ses travaux sur la régulation du libre-échange, les inégalités entre les âges, la nécessité de réinventer l’Occident, les questions de laïcité, de diversité sociale, d'immigration et d’intégration. Il est notamment l’auteur de plusieurs études sur la cohésion nationale en France, publiées via l’Institut Montaigne.
En parallèle, il est à l’origine de plusieurs initiatives, notamment la création du Club du XXIe siècle, des Young Mediterranean Leaders et de l’AMIF (Association Musulmane pour l’Islam de France). Il est aussi le fondateur du Comité d’action pour la Méditerranée.
Directeur du cabinet de conseil Volentia, Hakim El Karoui intervient régulièrement dans le débat public. Il est chroniqueur au quotidien L’Opinion et publie régulièrement des tribunes dans Les Échos et Le Figaro.

## Biographie

### Famille
Hakim El Karoui est d'origine tunisienne par son père, Fayçal El Karoui, professeur d'anthropologie juridique sur l'islam à la Sorbonne, et française par sa mère, Nicole El Karoui. Sa mère a été professeur de mathématiques financières à l'École polytechnique. Elle a créé le « Master El Karoui », fameux dans les salles de marché du monde entier.  
Hakim El Karoui est élevé dans la culture musulmane du côté de son père et la culture protestante du côté de sa mère. Comme il l’affirme régulièrement en épigraphe de ses livres, « la différence crée la tempérance ». Il revendique régulièrement son appartenance à ces deux cultures.
Son oncle, Hamed Karoui, a été Premier ministre de Tunisie sous l'ère de la présidence de Zine el-Abidine Ben Ali, de 1989 à 1999. Un autre de ses oncles, Ahmed Ben Salah, est ministre sous la présidence d'Habib Bourguiba (premier président de la République tunisienne).

### Jeunesse et formation
Hakim El Karoui commence sa scolarité au lycée Henri-IV et poursuit sa formation à l'École normale supérieure de Fontenay-Saint-Cloud. Il est titulaire d'un DEA de géopolitique sur la Palestine et agrégé de géographie.
En 1993, il se rend en Tunisie, où il enseigne la géopolitique à l'université de Tunis, puis il part en Égypte pour y apprendre l'arabe et enseigner le français au collège jésuite du Caire, dans le cadre de la coopération française. Après son service national, il conçoit et anime au Caire un projet de société de conseil, médiation, pour former les expatriés occidentaux aux réalités culturelles et économiques égyptiennes. De retour en France, il devient allocataire-moniteur à l'université de Lyon II de 2000 à 2002 pour préparer une thèse, qu'il n'achève pas, sur la « politique des frontières de l'Union européenne », sous la direction de Michel Foucher.

## Carrière

### Activité politique
En 2002, il rejoint le cabinet du Premier ministre Jean-Pierre Raffarin en tant que conseiller technique chargé des discours, puis des médias. De 2005 à 2006, il est conseiller de Thierry Breton, alors ministre de l’Économie, des Finances et de l’Industrie.

### Activités de conseil
De septembre 2006 à décembre 2011, il est directeur adjoint puis directeur chargé de l‘Afrique du Nord et de l'Ouest chez Rothschild & Co, sous la direction de Lionel Zinsou.
Il a ensuite été cinq ans partner au sein du cabinet de conseil Roland Berger Strategy Consultants chargé de la zone Afrique du Nord et de l’Ouest et du conseil au gouvernement français. Il a créé le Roland Berger Institute.
En 2016, il fonde le cabinet de conseil Volentia, avec l’ambition de proposer un conseil stratégique aux entreprises et aux gouvernements, au croisement des enjeux commerciaux, politiques et géopolitiques.
De 2021 à 2023, il a par ailleurs dirigé le bureau parisien du cabinet de conseil anglais en communication corporate Brunswick.

### Activités associatives
Il est le président cofondateur du Club XXIe siècle en 2004 aux côtés notamment de Rachida Dati. Le Club XXIe siècle est la première association française qui regroupe des personnalités issues de la diversité française, avec pour objectif de promouvoir l'inclusion et la diversité dans la société, notamment dans les sphères professionnelles et politiques. Il en devient à nouveau le président en 2024.
Il crée l’AMIF en 2019, l’Association musulmane pour l’islam de France, avec pour objectif principal de structurer et de certifier les financements liés au culte musulman en France, tout en promouvant un islam compatible avec les valeurs républicaines.
La même année, il fonde l’association Opéra Concorda afin de promouvoir la concorde religieuse et civile en France et en Europe.
Il est par ailleurs le fondateur des Young Mediterranean Leaders. Ce réseau inspiré du programme des Young Leaders vise à rassembler la nouvelle génération de dirigeants des pays méditerranéens, dans le but de favoriser la coopération et le dialogue entre ces nations.

### Vie privée
Époux de la géographe Delphine Pagès-El Karoui, maître de conférences à l'Institut national des langues et civilisations orientales, il est père de quatre enfants.

## Décoration
- Chevalier de la Légion d'honneur (14 juillet 2022)[19]